# Міхалувка (Підляське воєводство)
Міхалувка (пол. Michałówka) — село в Польщі, у гміні Рутка-Тартак Сувальського повіту Підляського воєводства.
Населення — 39 осіб (2011).
У 1975-1998 роках село належало до Сувальського воєводства.

## Демографія
Демографічна структура станом на 31 березня 2011 року:
|          | Загалом | Допрацездатний вік | Працездатний вік | Постпрацездатний вік |
| -------- | ------- | ------------------ | ---------------- | -------------------- |
| Чоловіки | 18      | 8                  | 9                | 1                    |
| Жінки    | 21      | 7                  | 10               | 4                    |
| Разом    | 39      | 15                 | 19               | 5                    |